# Antonello Gagini

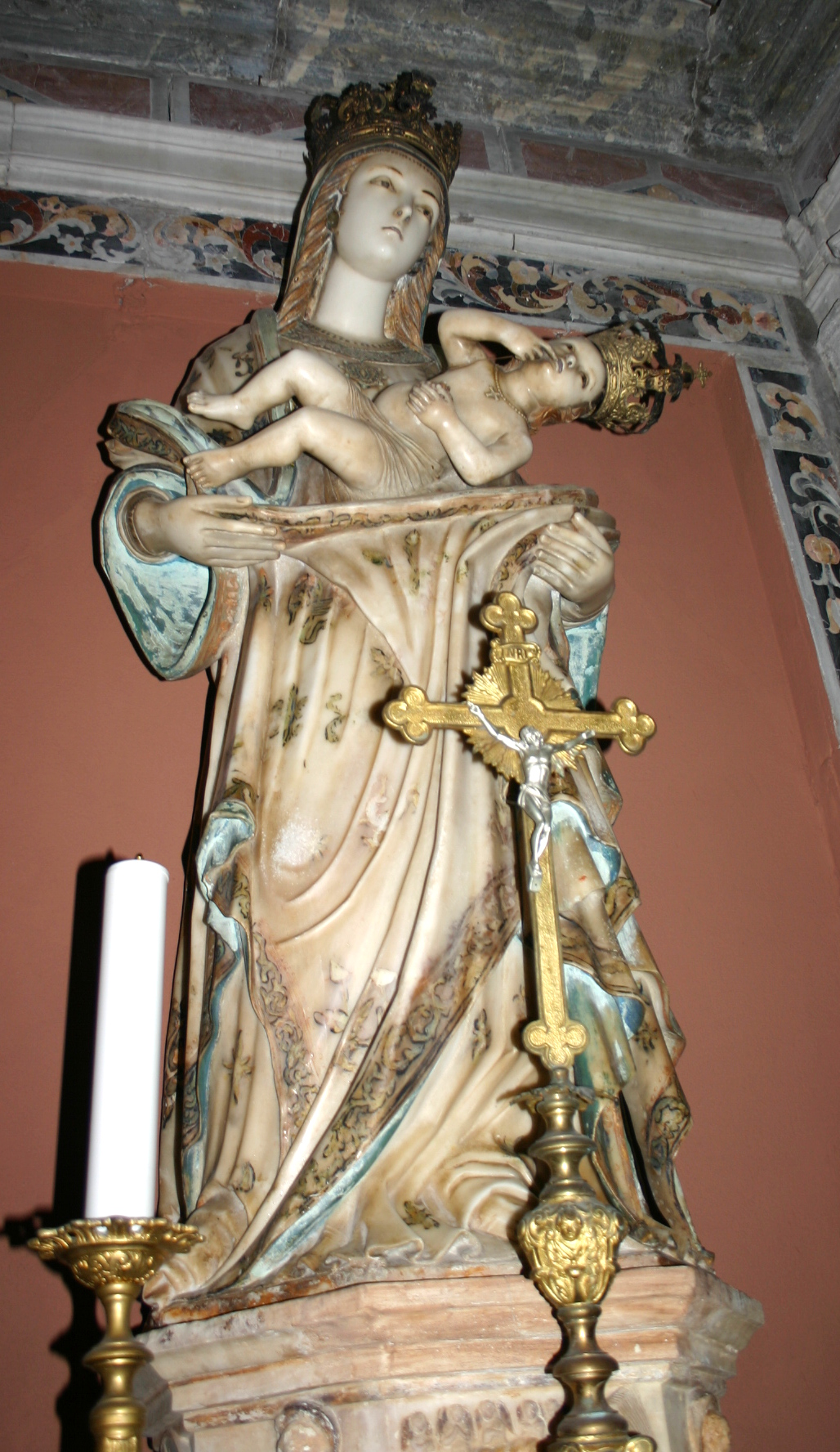
Antonello Gagini: Panna Marie s děťátkem v kostele Matky z Taorminy

Antonello Gagini (1478, Palermo – 1536, Palermo) byl italský sochař renesance na Sicílii.

## Práce
Jeho rodina, někdy také psaná „Gangini“ nebo „Gaggini“ působila na Sicílii v polovině 15. století. Gagini byl synem sochaře Domenico Gagini (asi 1426–1492), který byl také jeho učitelem.

## Zakázky
Antonello Gagini byl tvůrce několika kostelních skulptur na Sicílii, zejména v oblasti Messiny. Zvláště je známý pro své náboženské postavy: jako v kapli svatého Jana v katedrále v Messině. Originál byl vytvořený v roce 1525.
V národní galerii Sicílie v paláci „Abatelis“ v Palermu je velký výběr z jeho prací včetně „Annunciazione" (Zvěstování), „Madonna con il Bambino" (Panna Maria a děťátkem), „Madonna della neve" (Panna Marie Sněžná) a „Apparizione della Croce a Costantino" (Zjevení kříže). Pracoval také na katedrále v Palermu.